# Кохельзе
Ко́хельзе (устар. Кохель, Кохельзее, Кохель-Зе; нем. Kochelsee) — озеро, расположенное в Германии, в Баварии, на окраине Баварского плоскогорья.

## География и гидрография

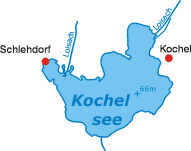
Карта озера

Озеро расположено у подножия Альп примерно в 65 км к югу от Мюнхена, с трёх сторон окружено горами. Площадь озера 5,9 км², средняя глубина 31 м, максимальная — 65,9 м. В северной части озера глубины наименьшие — до 3,5 м.
Общая естественная площадь водосборного бассейна 684 км², из которых только 43 км² приходятся на долю самого озера и нескольких впадающих в него горных потоков и водоотводных каналов, а остальная часть представляет собой водосборный бассейн реки Лойзах до момента её впадения в Кохельзе. Лойзах впадает в Кохельзе у Шледорфа, среднегодовой расход воды в этом месте составляет 23,1 м³/с. Сток из озера также осуществляется через Лойзах, вытекающий из Кохельзе в районе Кохеля-ам-Зе. После постройки гидротехнических сооружений в 1924 году Кохельзе стало получать через расположенное южнее озеро Вальхензе также воду из Изара, и его водосборный бассейн вырос до 1468 км². Эти работы привели также к тому, что скорость водообмена в Кохельзе самая высокая из всех крупных озёр Баварии. После того как в 1949 году Вальхензе стало получать также воду реки Риссбах, приток из него в Кохельзе превысил объём воды, получаемый из Лойзаха, однако в 1990 году часть воды Изара была отведена, и Лойзах снова стал главным питающим притоком Кохельзе.
Котловина озера, по-видимому, сформировалась на месте древней долины в результате продавливания ледником во время вюрмского оледенения. Ранее она была занята водным массивом в 10 раз бо́льшим, чем современное Кохельзе, занимающее только её южную оконечность. Северная часть долины покрыта илистыми речными наносами и превратилась в болотистую пустошь.

## Флора и фауна
Озёрная флора в 1991 году включала более 50 видов макрофитов, в том числе 31 вид погружённых; наиболее распространён вид водорослей Chara contraria. Насчитывается 18 видов тростника, в основном сконцентрированных у северного побережья. Среди рыб озера — обыкновенный сиг, щука, сазан, озёрная форель (Salmon trutta lacustris), речной угорь, линь, лещ, речной окунь, обыкновенная плотва и краснопёрка.

## Хозяйственное значение
Среди населённых пунктов у озера важнейшим является город Кохель-ам-Зе, на протяжении XX века популярный среди туристов.
Между озёрами Вальхензе и Кохельзе находится ГЭС Вальхензе, работающая за счёт разницы в их абсолютной высоте (перепад высот 200 м).
Промысловый интерес представляет популяция сига, которую регулярно пополняют за счёт выращивания мальков. Искусственно поддерживаются также популяции щуки, сазана, озёрной форели и речного угря.

## Галерея

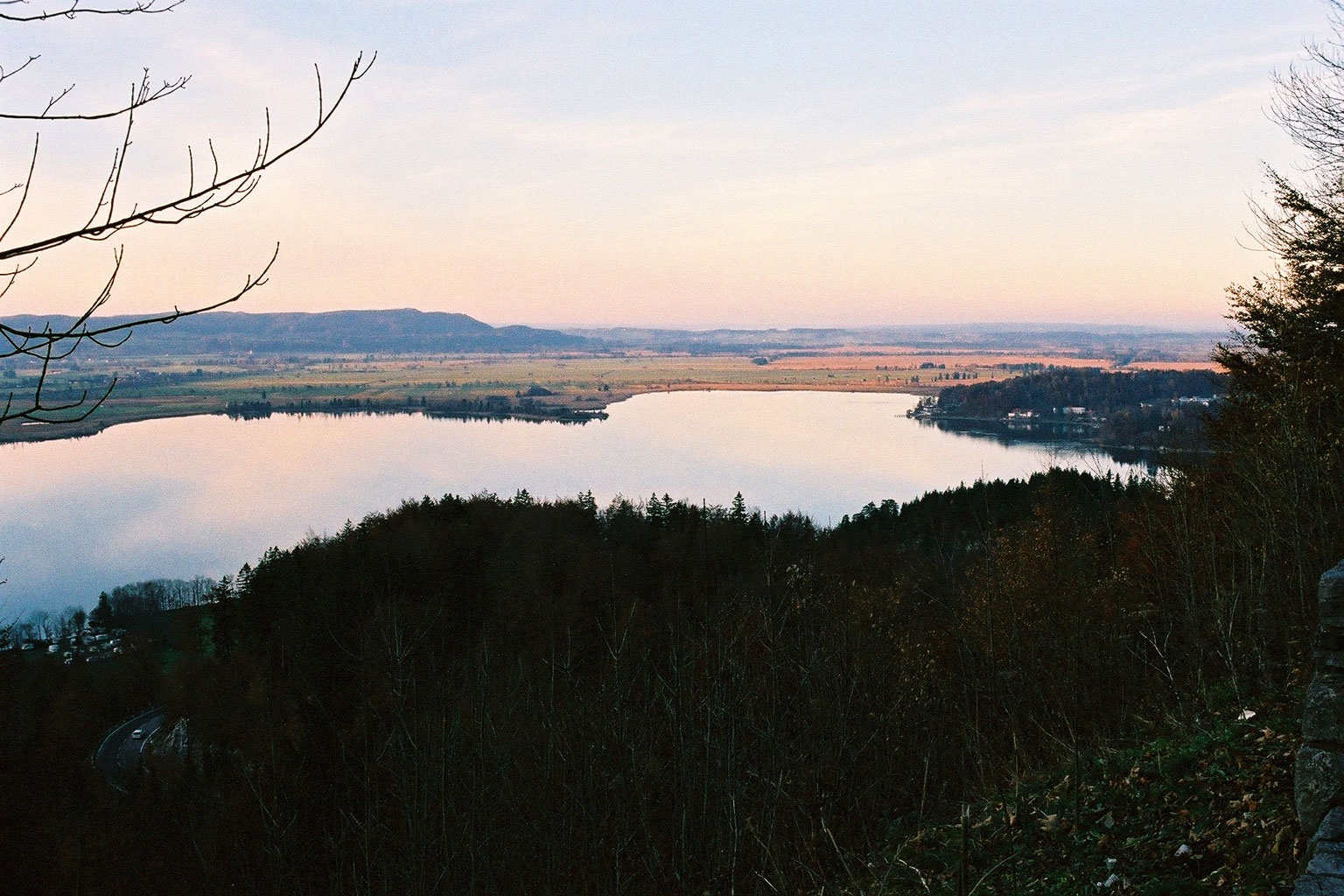
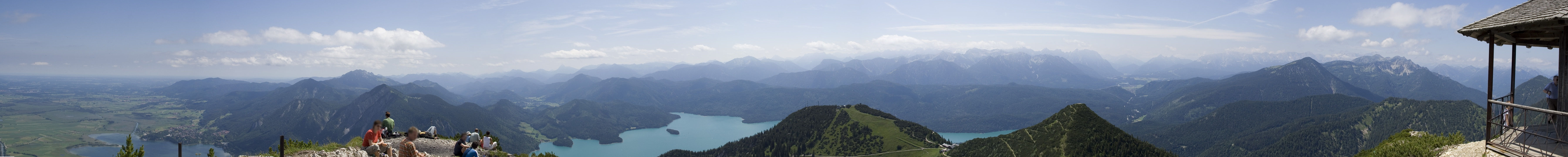
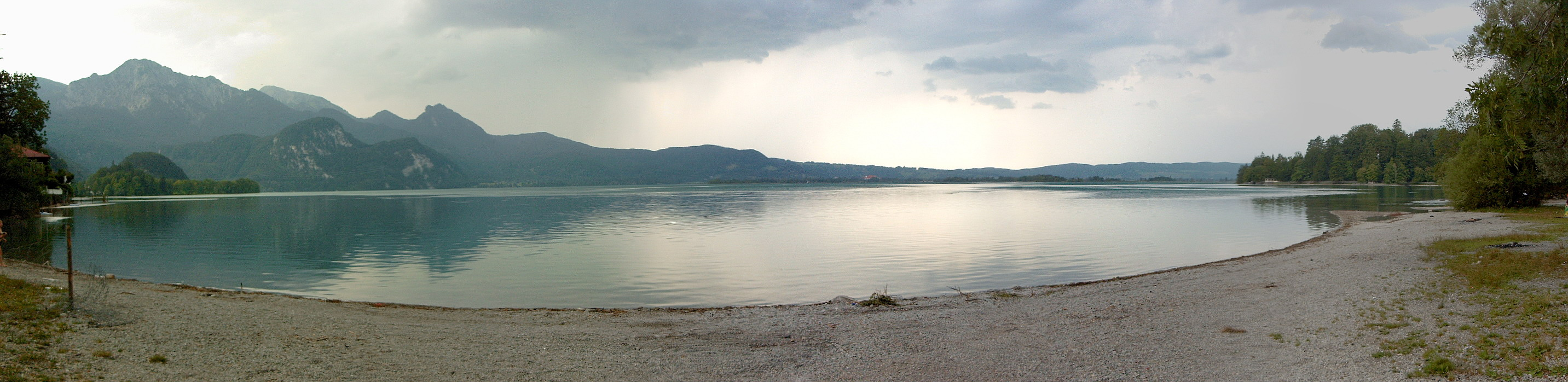